# Кріс Дікерсон
Кріс Дікерсон (англ. Chris Dickerson; 25 серпня 1939, Монтгомері, Алабама, США — 23 грудня 2021) — американський бодібілдер і модель, володар титулу «Містер Олімпія» (1982).

## Біографія

### Ранні роки
Перші заняття Кріс почав в 1963 році, після закінчення коледжу в Нью-Йорку. Його першим наставником був знаменитий культурист Білл Перл. Дикерсон з перших місяців тренувань відрізнявся естетичною статурою і саме Білл Перл розгледів у ньому великий потенціал і став готувати Кріса до змагань з бодібілдингу.

### Спортивна кар'єра
Вперше Кріс виступив в 1965 році на конкурсі Містер Лонг Біч, там він зайняв третє місце. Через 17 років наполегливої праці в 1982 році йому підкорився головний титул — Містер Олімпія. Дикерсон славиться спортивним довголіттям (30 років змагальної кар'єри) і тим, що він став найстарішим переможцем конкурсу Містер Олімпія (в 43 роки). У 2000 році Кріс офіційно був прийнятий в Зал Слави Міжнародної Федерації бодібілдингу (IFBB).

### Смерть
Кріс Дікерсон помер 23 грудня 2021 року від пневмонії. За рік до смерті він переніс перелом шийки стегна, серцевий напад та COVID-19.

## Особисте життя
Кріс Дікерсон був геєм.